# Johann Erasmus Kindermann
Johann Erasmus Kindermann (Neurenberg, 29 maart 1616 - aldaar, 14 april 1655) was een Duitse organist en barokcomponist. Hij zou vrijwel zijn hele leven in Neurenberg wonen en werken. Kindermann geldt als de belangrijkste vertegenwoordiger van de Italiaanse muziekpraktijk in 17e-eeuws Duitsland.

## Levensloop
Kindermann werd in Neurenberg geboren als zoon van Hans Kindermann en Ursula Gebel. De jonge Johann kreeg muziekles bij de organist Johann Staden en was reeds als vijftienjarige als zanger en violist verbonden aan de Onze-Lieve-Vrouwekerk.
In de herfst van 1634 kreeg Kindermann een beurs van de stad Neurenberg om in Italië verder te studeren. Waarschijnlijk verbleef hij in Venetië en Rome, waar componisten als Monteverdi en Frescobaldi werkzaam waren.
In januari 1636 werd Kindermann in Neurenberg aangesteld als vice-organist van de Onze-Lieve-Vrouwekerk. Een jaar later huwde hij Susanna Ditzlin.
Kindermann deed in 1638 en 1640 een poging om aangenomen te worden bij de Barfüßerkirche in Frankfurt, zonder succes. In 1640 kreeg hij een aanstelling als organist in Schwäbisch Hall, maar dat duurde slechts twee maanden, want Kindermann kreeg nog datzelfde jaar een aanstelling als hoofdorganist van de Sankt Egidien in Neurenberg. Hij zou deze functie tot aan zijn dood uitoefenen.
Kindermann stierf op 39-jarige leeftijd.

## Werk
De composities van Kindermann verschenen in de jaren 1630 tot 1653. Het betreft zowel zangstukken met begeleiding als orgelwerken.
Kindermann liet zich zowel inspireren door de Duitse contrapunt als de Italiaanse monodische speelwijze. Hij speelde een rol in de ontwikkeling richting de cantate, orkestsuite en het oratorium en gaf instrumenten een grotere rol ten opzichte van de zangpartijen. De 25 fuga's uit Harmonia organica (1645) markeren de ontwikkeling van een eigen orgelstijl met gebruik van het pedaal.
Voor de teksten van zijn composities maakte hij vooral gebruik van Neurenbergse dichters en theologen, zoals Johann Vogel, Johann Klaj, Georg Philip Harsdörffer en Johann Michael Dilherr.